# Ligue des champions de cyclisme sur piste 2021
Navigation
Ligue des champions 2022
La Ligue des champions de cyclisme sur piste 2021 est une compétition organisée par Discovery Sports Events qui regroupe plusieurs épreuves de cyclisme sur piste. La saison débute le 6 novembre et se termine le 4 décembre 2021. Pour cette saison, quatre manches sont au programme, en raison de l'annulation des manches prévues à Saint-Quentin-en-Yvelines car le Vélodrome national est utilisé comme centre de vaccination COVID-19, ainsi que de celle de Tel Aviv-Jaffa à la suite des restrictions sanitaires mises en place en Israël.

## Calendrier
| Date        | Pays        | Vélodrome                              | Ville                     |
| ----------- | ----------- | -------------------------------------- | ------------------------- |
| 6 novembre  | Espagne     | Palma Arena                            | Palma                     |
| 20 novembre | France      | Vélodrome de Saint-Quentin-en-Yvelines | Saint-Quentin-en-Yvelines |
| 27 novembre | Lituanie    | Cido Arena                             | Panevėžys                 |
| 3 décembre  | Royaume-Uni | Vélodrome de Londres                   | Londres                   |
| 4 décembre  | Royaume-Uni | Vélodrome de Londres                   | Londres                   |
| 11 décembre | Israël      | Vélodrome national Sylvan Adams        | Tel Aviv-Jaffa            |

## Liste des participants

### Sprint
| Hommes - Jai Angsuthasawit - Hugo Barrette - Stefan Bötticher - Jordan Castle - Tom Derache - Denis Dmitriev - Rayan Helal - Jeffrey Hoogland - Mikhail Iakovlev - Harrie Lavreysen - Vasilijus Lendel - Maximilian Levy - Nicholas Paul - Kevin Quintero - Mateusz Rudyk - Jean Spies - Jair Tjon En Fa - Kento Yamasaki | Femmes - Martha Bayona - Shanne Braspennincx - Sophie Capewell - Lea Sophie Friedrich - Lauriane Genest - Mathilde Gros - Emma Hinze - Simona Krupeckaitė - Kelsey Mitchell - Riyu Ohta - Laurine van Riessen - Mina Sato - Daria Shmeleva - Olena Starikova - Yana Tyshchenko - Miriam Vece - Yuli Verdugo - Anastasiia Voinova |

### Endurance
| Hommes - Alan Banaszek - Rhys Britton - Yacine Chalel - Ed Clancy - Tuur Dens - Roy Eefting - Aaron Gate - Jules Hesters - Gavin Hoover - Claudio Imhof - Kazushige Kuboki - Iúri Leitão - Erik Martorell - Sebastián Mora - Kelland O'Brien - Michele Scartezzini - Corbin Strong - Rotem Tene - Josh Charlton - William Tidball | Femmes - Katie Archibald - Michelle Andres - Alžbeta Bačíková - Olivija Baleišytė - Tania Calvo - Gulnaz Khatuntseva - Maggie Coles-Lyster - Annette Edmondson - Yūmi Kajihara - Karolina Karasiewicz - Emily Kay - Eukene Larrarte - Maria Martins - Kendall Ryan - Anita Stenberg - Hanna Tserakh - Kirsten Wild - Silvia Zanardi |

## Barème
Des points sont attribués aux quinze meilleurs coureurs de chaque épreuve,  dont 20 points pour le vainqueur. En cas d'égalité au classement, le résultat est déterminé à partir de la course précédente : le mieux placé lors de la dernière course gagne. Le leader de chaque classement est désigné par un maillot bleu clair.
| Position | 1  | 2  | 3  | 4  | 5  | 6  | 7 | 8 | 9 | 10 | 11 | 12 | 13 | 14 | 15 | 16–18 |
| -------- | -- | -- | -- | -- | -- | -- | - | - | - | -- | -- | -- | -- | -- | -- | ----- |
| Points   | 20 | 17 | 15 | 13 | 11 | 10 | 9 | 8 | 7 | 6  | 5  | 4  | 3  | 2  | 1  | 0     |

## Hommes

### Sprint

#### Résultats
| Lieu      | Épreuve | Vainqueur        | Deuxième         | Troisième        | Leader du classement |
| --------- | ------- | ---------------- | ---------------- | ---------------- | -------------------- |
| Palma     | Vitesse | Harrie Lavreysen | Mikhail Iakovlev | Jeffrey Hoogland | Harrie Lavreysen     |
| Palma     | Keirin  | Stefan Bötticher | Harrie Lavreysen | Jeffrey Hoogland | Harrie Lavreysen     |
| Panevėžys | Keirin  | Harrie Lavreysen | Jeffrey Hoogland | Stefan Bötticher | Harrie Lavreysen     |
| Panevėžys | Vitesse | Harrie Lavreysen | Nicholas Paul    | Kevin Quintero   | Harrie Lavreysen     |
| Londres   | Vitesse | Harrie Lavreysen | Stefan Bötticher | Vasilijus Lendel | Harrie Lavreysen     |
| Londres   | Keirin  | Stefan Bötticher | Vasilijus Lendel | Jair Tjon En Fa  | Harrie Lavreysen     |
| Londres   | Keirin  | Stefan Bötticher | Harrie Lavreysen | Kevin Quintero   | Harrie Lavreysen     |
| Londres   | Vitesse | Harrie Lavreysen | Stefan Bötticher | Mikhail Iakovlev | Harrie Lavreysen     |

#### Classement
| Pos. | Cycliste                | PAL | PAL | PAN | PAN | LON1 | LON1 | LON2 | LON2 | Points |
| Pos. | Cycliste                | S   | K   | K   | S   | S    | K    | K    | S    | Points |
| ---- | ----------------------- | --- | --- | --- | --- | ---- | ---- | ---- | ---- | ------ |
| 1    | Harrie Lavreysen (NED)  | 1   | 2   | 1   | 1   | 1    | 4    | 2    | 1    | 147    |
| 2    | Stefan Bötticher (GER)  | 4   | 1   | 3   | 5   | 2    | 1    | 1    | 2    | 133    |
| 3    | Mikhail Iakovlev (RUS)  | 2   | 15  | 10  | 6   | 7    | 7    | 11   | 3    | 72     |
| 4    | Vasilijus Lendel (LTU)  | 12  | 7   | 6   | 7   | 3    | 2    | 14   | 10   | 72     |
| 5    | Jair Tjon En Fa (SUR)   | 9   | 14  | 11  | 13  | 4    | 3    | 4    | 4    | 71     |
| 6    | Nicholas Paul (TRI)     | 5   | 4   | 17  | 2   | 11   | 6    | 12   | 5    | 71     |
| 7    | Kevin Quintero (COL)    | 8   | 8   | 18  | 3   | 13   | 11   | 3    | 8    | 62     |
| 8    | Rayan Helal (FRA)       | 7   | 11  | 4   | 15  | 9    | 8    | 9    | 6    | 60     |
| 9    | Denis Dmitriev (RUS)    | 10  | 17  | 5   | 4   | 6    | 17   | 10   | 14   | 48     |
| 10   | Jai Angsuthasawit (THA) | 14  | 18  | 7   | 8   | 12   | 10   | 7    | 7    | 47     |
| 11   | Jeffrey Hoogland (NED)  | 3   | 3   | 2   | 18  | DNS  | DNS  | DNS  | DNS  | 47     |
| 12   | Maximilian Levy (GER)   | 13  | 13  | 16  | 14  | 8    | 5    | 6    | 9    | 44     |
| 13   | Mateusz Rudyk (POL)     | 6   | 16  | 8   | 10  | 14   | 14   | 5    | 11   | 44     |
| 14   | Hugo Barrette (CAN)     | 17  | 5   | 14  | 9   | 10   | 13   | 8    | 12   | 41     |
| 15   | Tom Derache (FRA)       | 11  | 9   | 15  | 11  | 5    | 9    | 15   | 13   | 40     |
| 16   | Jordan Castle (NZL)     | 16  | 12  | 9   | 12  | 15   | 12   | 16   | 15   | 21     |
| 17   | Kento Yamasaki (JPN)    | 15  | 6   | 12  | 16  | 16   | 16   | 13   | 17   | 18     |
| 18   | Jean Spies (RSA)        | 18  | 10  | 13  | 17  | 17   | 15   | 17   | 16   | 10     |

### Endurance

#### Résultats
| Lieu      | Épreuve              | Vainqueur      | Deuxième         | Troisième       | Leader du classement |
| --------- | -------------------- | -------------- | ---------------- | --------------- | -------------------- |
| Palma     | Course scratch       | Corbin Strong  | Iúri Leitão      | Rhys Britton    | Corbin Strong        |
| Palma     | Course à élimination | Corbin Strong  | Gavin Hoover     | Sebastián Mora  | Corbin Strong        |
| Panevėžys | Course scratch       | Sebastián Mora | Rhys Britton     | Gavin Hoover    | Corbin Strong        |
| Panevėžys | Course à élimination | Sebastián Mora | Aaron Gate       | Kelland O'Brien | Sebastián Mora       |
| Londres   | Course scratch       | Claudio Imhof  | Kazushige Kuboki | Sebastián Mora  | Sebastián Mora       |
| Londres   | Course à élimination | Gavin Hoover   | Alan Banaszek    | Sebastián Mora  | Sebastián Mora       |
| Londres   | Course scratch       | Roy Eefting    | Corbin Strong    | William Tidball | Gavin Hoover         |
| Londres   | Course à élimination | Iúri Leitão    | Aaron Gate       | Roy Eefting     | Gavin Hoover         |

#### Classement
| Pos. | Cycliste                  | PAL | PAL | PAN | PAN | LON1 | LON1 | LON2 | LON2 | Points |
| Pos. | Cycliste                  | S   | E   | S   | E   | S    | E    | S    | E    | Points |
| ---- | ------------------------- | --- | --- | --- | --- | ---- | ---- | ---- | ---- | ------ |
| 1    | Gavin Hoover (USA)        | 6   | 2   | 3   | 5   | 5    | 1    | 6    | 4    | 107    |
| 2    | Sebastián Mora (ESP)      | 12  | 3   | 1   | 1   | 3    | 3    | 14   | 5    | 102    |
| 3    | Corbin Strong (NZL)       | 1   | 1   | 8   | 7   | 10   | 11   | 2    | 8    | 93     |
| 4    | Iúri Leitão (POR)         | 2   | 4   | 9   | 9   | 11   | 9    | 8    | 1    | 84     |
| 5    | Aaron Gate (NZL)          | 7   | 5   | 12  | 2   | 6    | 13   | 4    | 2    | 84     |
| 6    | Kelland O'Brien (AUS)     | 11  | 9   | 4   | 3   | 8    | 7    | 9    | 6    | 74     |
| 7    | Rhys Britton (GBR)        | 3   | 15  | 2   | 11  | 4    | 8    | 7    | 10   | 74     |
| 8    | Roy Eefting (NED)         | 5   | 7   | 13  | 10  | 13   | 12   | 1    | 3    | 71     |
| 9    | Michele Scartezzini (ITA) | 13  | 12  | 6   | 4   | 9    | 6    | 5    | 12   | 62     |
| 10   | Alan Banaszek (POL)       | 10  | 6   | 7   | 14  | 12   | 2    | 15   | 9    | 56     |
| 11   | Claudio Imhof (SUI)       | 16  | 18  | 5   | 13  | 1    | 5    | 10   | 18   | 51     |
| 12   | Kazushige Kuboki (JPN)    | 8   | 8   | 10  | 6   | 2    | 18   | 16   | 15   | 50     |
| 13   | William Tidball (GBR)     |     |     |     |     | 7    | 10   | 3    | 7    | 39     |
| 14   | Erik Martorell (ESP)      | 4   | 14  | 15  | 15  | 15   | 4    | 13   | 13   | 37     |
| 15   | Jules Hesters (BEL)       | 9   | 17  | 14  | 8   | DNS  | DNS  | DNS  | DNS  | 17     |
| 16   | Ed Clancy (GBR)           | 15  | 16  | 11  | 17  | 14   | 15   | 11   | 14   | 16     |
| 17   | Yacine Chalel (ALG)       | 18  | 10  | 17  | 16  | 17   | 14   | DNF  | 11   | 13     |
| 18   | Rotem Tene (ISR)          | 17  | 11  | 16  | 12  | 16   | 16   | 12   | 17   | 13     |
| 19   | Tuur Dens (BEL)           | 14  | 13  | DNS | DNS | DNS  | DNS  | DNS  | DNS  | 5      |
| 20   | Josh Charlton (GBR)       |     |     |     |     | 18   | 17   | DNF  | 16   | 0      |

## Femmes

### Sprint

#### Résultats
| Lieu      | Épreuve | Vainqueur            | Deuxième             | Troisième            | Leader du classement |
| --------- | ------- | -------------------- | -------------------- | -------------------- | -------------------- |
| Palma     | Keirin  | Kelsey Mitchell      | Emma Hinze           | Martha Bayona        | Kelsey Mitchell      |
| Palma     | Vitesse | Emma Hinze           | Lea Sophie Friedrich | Kelsey Mitchell      | Emma Hinze           |
| Panevėžys | Vitesse | Emma Hinze           | Lauriane Genest      | Olena Starikova      | Emma Hinze           |
| Panevėžys | Keirin  | Lea Sophie Friedrich | Emma Hinze           | Kelsey Mitchell      | Emma Hinze           |
| Londres   | Keirin  | Lea Sophie Friedrich | Martha Bayona        | Simona Krupeckaitė   | Lea Sophie Friedrich |
| Londres   | Vitesse | Emma Hinze           | Lea Sophie Friedrich | Yana Tyshchenko      | Emma Hinze           |
| Londres   | Vitesse | Emma Hinze           | Kelsey Mitchell      | Lea Sophie Friedrich | Emma Hinze           |
| Londres   | Keirin  | Olena Starikova      | Kelsey Mitchell      | Martha Bayona        | Emma Hinze           |

#### Classement
| Pos. | Cycliste                  | PAL | PAL | PAN | PAN | LON1 | LON1 | LON2 | LON2 | Points |
| Pos. | Cycliste                  | K   | S   | S   | K   | K    | S    | S    | K    | Points |
| ---- | ------------------------- | --- | --- | --- | --- | ---- | ---- | ---- | ---- | ------ |
| 1    | Emma Hinze (GER)          | 2   | 1   | 1   | 2   | 15   | 1    | 1    | 4    | 128    |
| 2    | Lea Friedrich (GER)       | 4   | 2   | 10  | 1   | 1    | 2    | 3    | 6    | 118    |
| 3    | Kelsey Mitchell (CAN)     | 1   | 3   | 16  | 3   | 9    | 5    | 2    | 2    | 102    |
| 4    | Martha Bayona (COL)       | 3   | 9   | 15  | 4   | 2    | 7    | 7    | 3    | 86     |
| 5    | Olena Starikova (UKR)     | 16  | 5   | 3   | 14  | 6    | 4    | 4    | 1    | 84     |
| 6    | Mathilde Gros (FRA)       | 5   | 11  | 4   | 11  | 4    | 6    | 6    | 16   | 67     |
| 7    | Simona Krupeckaitė (LTU)  | 15  | 8   | 6   | 12  | 3    | 10   | 5    | 11   | 60     |
| 8    | Yana Tyshchenko (RUS)     | 7   | 10  | 7   | 9   | 8    | 3    | 12   | 14   | 60     |
| 9    | Lauriane Genest (CAN)     | 18  | 4   | 2   | 10  | 16   | 9    | 8    | 15   | 53     |
| 10   | Miriam Vece (ITA)         | 6   | 7   | 14  | 15  | 5    | 11   | 9    | 9    | 52     |
| 11   | Mina Sato (JPN)           | 10  | 18  | 9   | 7   | 7    | 12   | 15   | 5    | 47     |
| 12   | Yuli Verdugo (MEX)        | 14  | 12  | 5   | 17  | 12   | 8    | 10   | 8    | 43     |
| 13   | Riyu Ohta (JPN)           | 12  | 13  | 17  | 6   | 11   | 13   | 13   | 7    | 37     |
| 14   | Shanne Braspennincx (NED) | 8   | 6   | 8   | 8   | DNS  | DNS  | DNS  | DNS  | 34     |
| 15   | Sophie Capewell (GBR)     | 17  | 15  | 13  | 18  | 10   | 14   | 11   | 10   | 23     |
| 16   | Anastasiia Voinova (RUS)  | 9   | 17  | 11  | 13  | 13   | 16   | 14   | 13   | 23     |
| 17   | Laurine van Riessen (NED) | 13  | 14  | 12  | 5   | DNS  | DNS  | DNS  | DNS  | 20     |
| 18   | Daria Shmeleva (RUS)      | 11  | 16  | 18  | 16  | 14   | 15   | 16   | 12   | 12     |

### Endurance

#### Résultats
| Lieu      | Épreuve              | Vainqueur           | Deuxième            | Troisième           | Leader du classement |
| --------- | -------------------- | ------------------- | ------------------- | ------------------- | -------------------- |
| Palma     | Course scratch       | Maggie Coles-Lyster | Olivija Baleišytė   | Hanna Tserakh       | Maggie Coles-Lyster  |
| Palma     | Course à élimination | Katie Archibald     | Kirsten Wild        | Anita Stenberg      | Katie Archibald      |
| Panevėžys | Course scratch       | Katie Archibald     | Maggie Coles-Lyster | Yumi Kajihara       | Katie Archibald      |
| Panevėžys | Course à élimination | Katie Archibald     | Anita Stenberg      | Silvia Zanardi      | Katie Archibald      |
| Londres   | Course scratch       | Kirsten Wild        | Maria Martins       | Katie Archibald     | Katie Archibald      |
| Londres   | Course à élimination | Katie Archibald     | Kirsten Wild        | Annette Edmondson   | Katie Archibald      |
| Londres   | Course scratch       | Yumi Kajihara       | Katie Archibald     | Maggie Coles-Lyster | Katie Archibald      |
| Londres   | Course à élimination | Katie Archibald     | Kirsten Wild        | Maria Martins       | Katie Archibald      |

#### Classement
| Pos. | Cycliste                   | PAL | PAL | PAN | PAN | LON1 | LON1 | LON2 | LON2 | Points |
| Pos. | Cycliste                   | S   | E   | S   | E   | S    | E    | S    | E    | Points |
| ---- | -------------------------- | --- | --- | --- | --- | ---- | ---- | ---- | ---- | ------ |
| 1    | Katie Archibald (GBR)      | 4   | 1   | 1   | 1   | 3    | 1    | 2    | 1    | 145    |
| 2    | Kirsten Wild (NED)         | 8   | 2   | 6   | 18  | 1    | 2    | 5    | 2    | 100    |
| 3    | Annette Edmondson (AUS)    | 6   | 4   | 4   | 5   | 5    | 3    | 6    | 5    | 97     |
| 4    | Maggie Coles-Lyster (CAN)  | 1   | 6   | 2   | 4   | 14   | 8    | 3    | 7    | 94     |
| 5    | Yumi Kajihara (JPN)        | 5   | 14  | 3   | 16  | 9    | 4    | 1    | 4    | 81     |
| 6    | Anita Stenberg (NOR)       | 9   | 3   | 5   | 2   | 4    | 13   | 7    | 17   | 75     |
| 7    | Olivija Baleišytė (LTU)    | 2   | 5   | 9   | 7   | 8    | 5    | 11   | 10   | 74     |
| 8    | Maria Martins (POR)        | 11  | 8   | 8   | 11  | 2    | 18   | 6    | 3    | 68     |
| 9    | Silvia Zanardi (ITA)       | 14  | 7   | 10  | 3   | 7    | 6    | 13   | 9    | 61     |
| 10   | Emily Kay (IRL)            | 7   | 16  | 7   | 12  | 11   | 9    | 8    | 6    | 52     |
| 11   | Hanna Tserakh (BLR)        | 3   | 9   | 17  | 17  | 13   | 12   | 9    | 12   | 40     |
| 12   | Tania Calvo (ESP)          | 12  | 11  | 15  | 8   | 6    | 16   | 10   | 15   | 35     |
| 13   | Michelle Andres (SUI)      | 16  | 10  | 13  | 10  | 18   | 10   | 14   | 8    | 31     |
| 14   | Eukene Larrarte (ESP)      | 15  | 13  | 11  | 15  | 10   | 14   | 18   | 11   | 23     |
| 15   | Karolina Karasiewicz (POL) | 13  | 15  | 18  | 9   | 17   | 7    | 15   | 18   | 21     |
| 16   | Kendall Ryan (USA)         | 10  | 17  | 14  | 6   | 16   | 15   | 16   | 16   | 19     |
| 17   | Gulnaz Khatuntseva (RUS)   | DNS | DNS | 12  | 14  | 15   | 11   | 12   | 14   | 18     |
| 18   | Alžbeta Bačíková (SVK)     | 17  | 12  | 16  | 13  | 12   | 17   | 17   | 13   | 14     |

## Tableau des médailles sur les épreuves
| Rang  | Nation            | Or | Argent | Bronze | Total |
| ----- | ----------------- | -- | ------ | ------ | ----- |
| 1     | Allemagne         | 9  | 6      | 2      | 17    |
| 2     | Pays-Bas          | 7  | 6      | 3      | 16    |
| 3     | Grande-Bretagne   | 5  | 2      | 3      | 10    |
| 4     | Canada            | 2  | 4      | 3      | 9     |
| 5     | Nouvelle-Zélande  | 2  | 3      | 0      | 5     |
| 6     | Espagne           | 2  | 0      | 3      | 5     |
| 7     | Portugal          | 1  | 2      | 1      | 4     |
| 8     | États-Unis        | 1  | 1      | 1      | 3     |
| 8     | Japon             | 1  | 1      | 1      | 3     |
| 10    | Ukraine           | 1  | 0      | 1      | 2     |
| 11    | Suisse            | 1  | 0      | 0      | 1     |
| 12    | Lituanie          | 0  | 2      | 2      | 4     |
| 13    | Colombie          | 0  | 1      | 4      | 5     |
| 14    | Russie            | 0  | 1      | 2      | 3     |
| 15    | Norvège           | 0  | 1      | 1      | 2     |
| 16    | Pologne           | 0  | 1      | 0      | 1     |
| 16    | Trinité-et-Tobago | 0  | 1      | 0      | 1     |
| 18    | Australie         | 0  | 0      | 2      | 2     |
| 19    | Biélorussie       | 0  | 0      | 1      | 1     |
| 19    | Italie            | 0  | 0      | 1      | 1     |
| 19    | Suriname          | 0  | 0      | 1      | 1     |
| Total | Total             | 32 | 32     | 32     | 96    |